# Antonio Denzio
Antonio Denzio, někdy též Denzi, Danzi či Danzio (23. září 1689 Benátky – po roce 1763) byl italský operní tenor, divadelní impresário a libretista. Delší dobu působil v Praze.

## Životopis
Narodil se v Benátkách v rodině s hudební tradicí. V mládí se věnoval převážně pěvecké kariéře ve vlasti.
V roce 1724 odešel do Čech jako člen operní společnosti Antonia Maria Peruzziho, pravděpodobně Antoniova strýce. Peruzzi měl v úmyslu vystoupit se svým souborem nejprve v Praze, poté v Drážďanech a v Lipsku a přinést do střední Evropy italský operní repertoár.

### Pražská kariéra

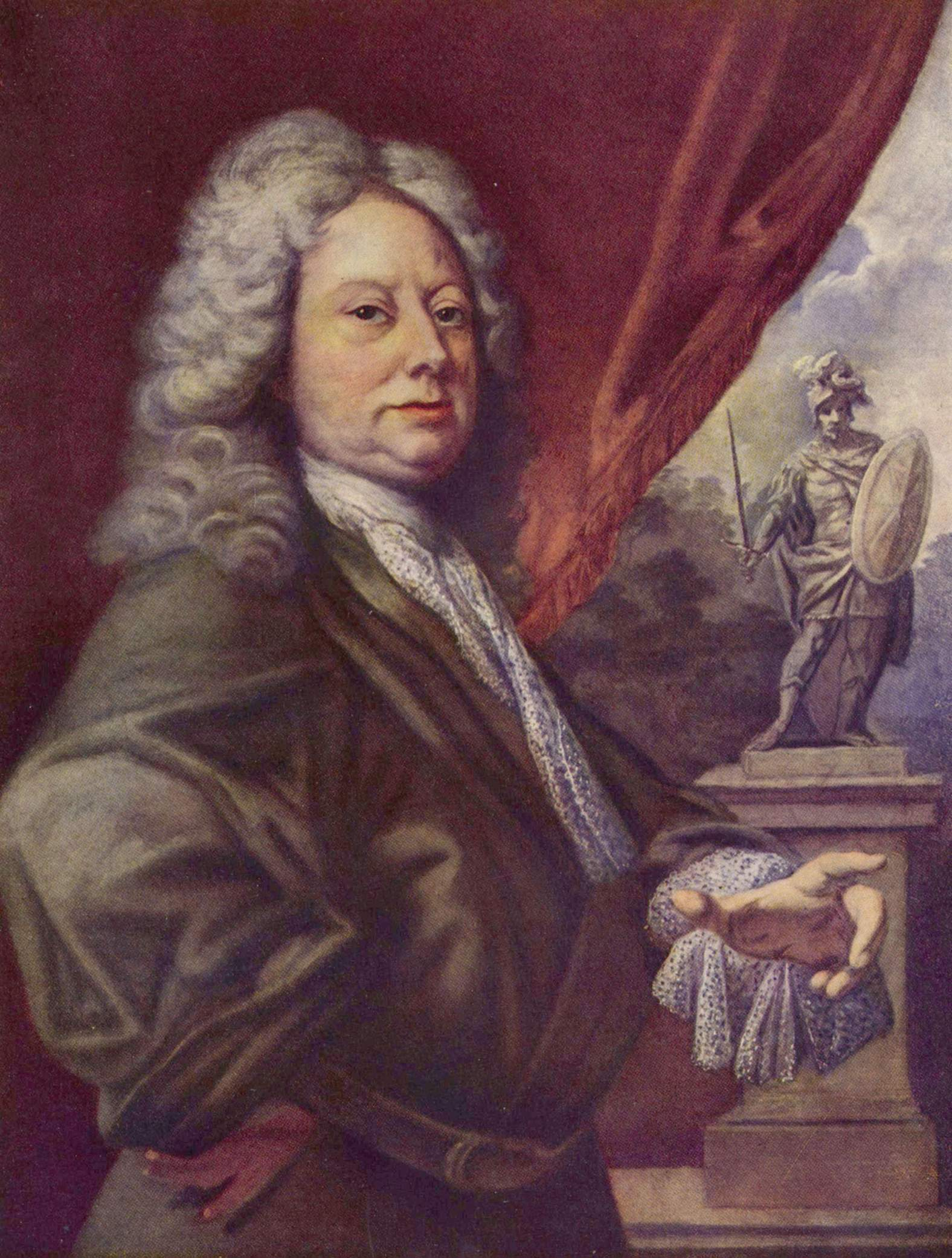
Hrabě František Antonín Špork.
Podobizna od Petra Brandla.

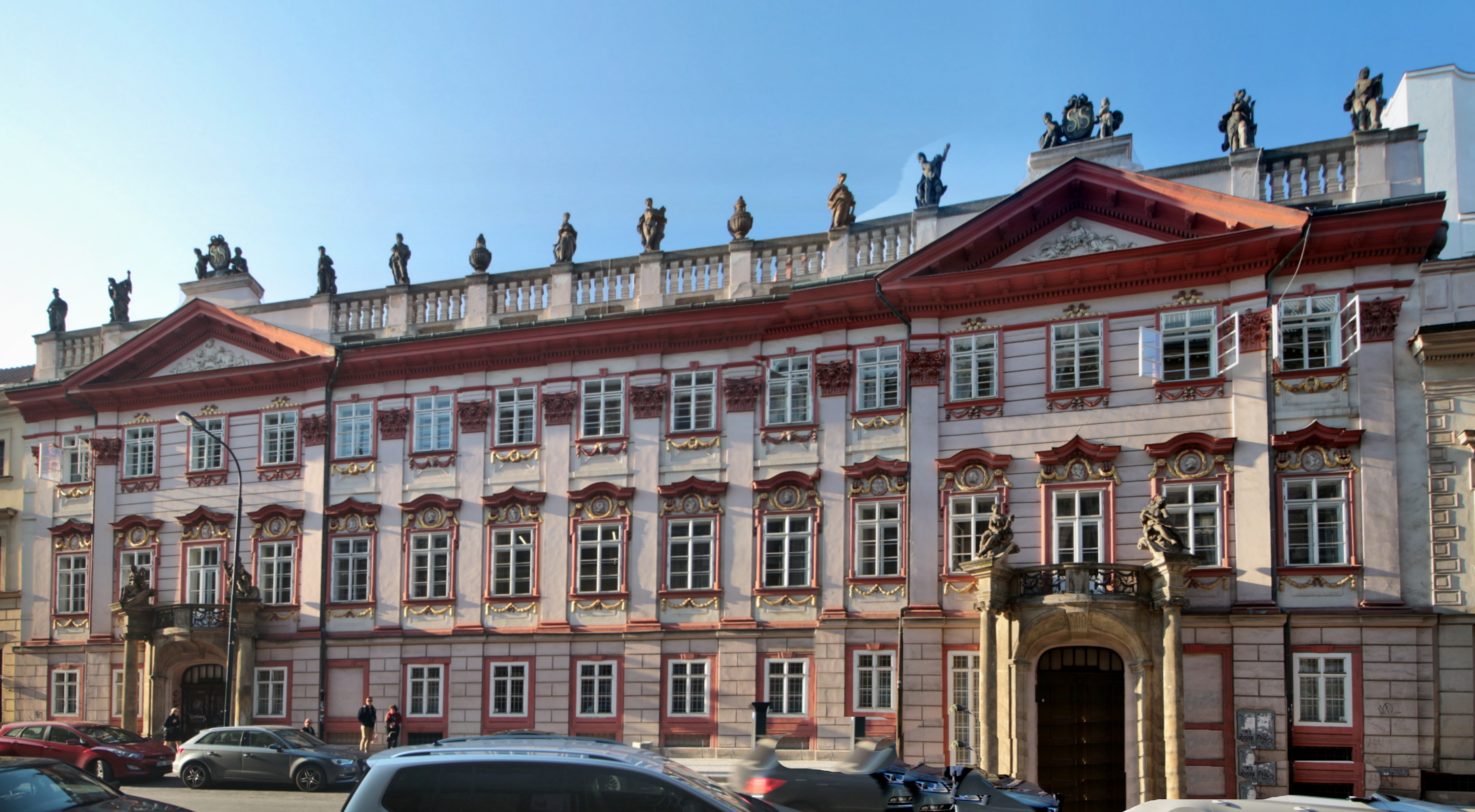
Šporkův palác v Praze, v němž sídlilo šlechtické divadlo

V Čechách byla pod patronací hraběte Františka Antonína Šporka Peruzziho společnost uvedena v létě roku 1724 ve Šporkově zámku v Kuksu. Představení byla natolik úspěšná, že souboru umožnila vystupovat zdarma ve Šporkově divadle v pražském Šporkově paláci.
Denzio měl s Peruzzim neshody a před koncem roku 1724 ho nahradil jako impresária. Peruzzi odešel s několika hudebníky společnosti do Vratislavi, kde založili vlastní operní scénu. Denzio zůstal v Praze a pokračoval v produkcích ve Šporkově divadle až do roku 1735.
Šporkovo operní divadlo s Denziovým souborem byla první stálá operní scéna v Praze. Zdejší inscenace byly mezi českou šlechtou vysoce ceněny. V dobách své největší slávy dokázal Denzio přilákat do Prahy pro každou sezónu alespoň jednu z předních hvězd italské operní scény.
Mezi nejvýznamnější z nich patřila Margherita Gualandiová, která do Prahy přišla poté, co byla vyhoštěna z Itálie za nevhodné chování.
Denzio vyhledal pomoc Antonia Vivaldiho se zapojením zpěváků do jeho společnosti a skladatel mu poslal své skladby. Počátkem 30. let 18. století přišel Vivaldi do Prahy, aby zde uvedl své opery. Část hudby z jedné z jeho oper zkomponovaných pro Prahu, Argippo, byla znovu objevena teprve nedávno[kdy?] českým muzikologem Ondřejem Mackem.
Denziova finanční situace se začala horšit asi od roku 1729. Denzio neměl podporu od své operní základny v Benátkách a byl nucen obstarávat téměř veškerou činnost okolo divadla sám, včetně technické údržby. Sám účinkoval v inscenacích a působil také jako libretista. Napsal několik operních libret, z nichž nejvýznamnější byla La pravità castigata (1730), první operní zpracování na téma příběhu Dona Juana s použitím vlastních postav.
V roce 1734 byla uvedena opera Praha založená Libuší a Přemyslem na Denziho libreto (v originále Praga nascente da Libussa e Primislao) s použitím hudby různých soudobých skladatelů (pasticcio). Děj vychází z pověsti o kněžně Libuši a Přemyslu Oráčovi, je však obohacen zápletkami typicky pro barokní operu.
Ani hrabě Špork upadající Denziho společnosti, kromě bezplatného využívání jejího divadla, neposkytl žádnou finanční pomoc. Denziova společnost následně zkrachovala a byla rozpuštěna a Denzio byl uvězněn ve věznici pro dlužníky.
Po krátkém návratu do Benátek v roce 1735 se Denzio znovu pokusil vytvořit operní společnosti v severní Evropě, např. v Bruselu či Augsburku, tyto iniciativy však nebyly úspěšné. Poslední zprávy o podnikání Antonia Denzia pocházejí z novinové reklamy zveřejněné v Moskvě v roce 1763.